# Matad
Matad (mongoliska: Матад Сум, Матад, Matad Sum) är ett distrikt i Mongoliet.   Det ligger i provinsen Dornod, i den östra delen av landet, 700 km öster om huvudstaden Ulaanbaatar.